# Pirates et corsaires de Salé

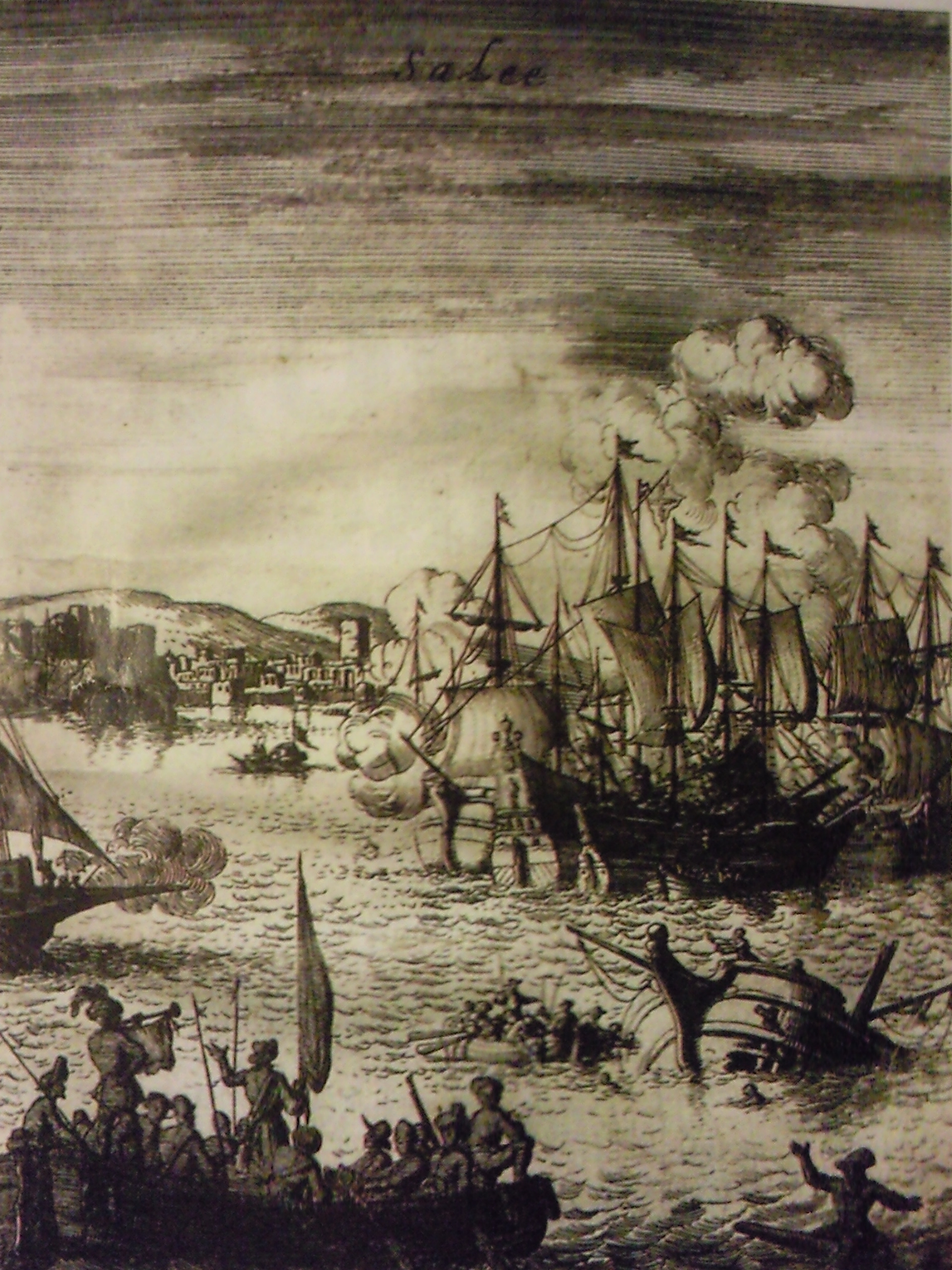
Les corsaires faisant couler des vaisseaux chrétiens au large de Salé, gravure du XVIIe siècle s.

L'expression « corsaires de Salé » désigne les pirates ou corsaires opérant entre le XVIIe siècle et le XIXe siècle à partir des actuelles Salé et Rabat au Maroc, ex-Salé-le-Vieux et Salé-le-Neuf dont le fief était l'actuelle kasbah des Oudayas, située à l'embouchure du fleuve Bouregreg. 

## Origine
Les pirates et corsaires salétins étaient essentiellement recrutés parmi les morisques installés au Maroc, les renégats européens et les locaux de La Maâmora regroupant diverses tribus marocaines avec une minorité de pirates originaires d'autres pays du Maghreb ou de Turquie.

## Historique

### Salé jusqu'auXVIesiècle
Salé-le-Vieux, l’un des ports des plus importants de l’époque mérinide, servait d'arsenal et de base aux navires en partance pour la guerre en Al-Andalus.
Depuis la fin du XIIIe siècle, il s'y ajoute une petite activité de piraterie. Cette activité se poursuit au XVe siècle, période durant laquelle, selon Mármol, « on y équipe des fustes pour courir les côtes de la Chrétienté ». Luiz de Sousa, pour sa part, atteste la prise d'une caravelle portugaise en 1530.

### L'arrivée des Morisques d'Espagne
À partir de 1609, après les riches Hornacheros qui ont anticipé l'expulsion et quitté l'Espagne pour le Maroc avec leurs biens, a lieu l'arrivée en masse des morisques dits Andalous, expulsés sans pouvoir emporter leurs biens.
La population de Salé-le-Vieux se montrant hostile à leur implantation, l'essentiel de cet afflux de population se concentre à la kasbah des Oudéïas, où se rassemblent les riches Hornacheros, et dans la ville basse de Salé-le-Neuf.

### Origines de la République de Salé
L'âge d'or de la course maritime débute après cet événement ; il se forme une communauté de corsaires, à la tête de laquelle se trouvent Ibrahim Vargas, puis Jan Janszoon. Le pouvoir des sultans cesse temporairement d'être reconnu en 1627, moment de transition dynastique au Maroc avant l'avènement des Alaouites.

### La République de Salé

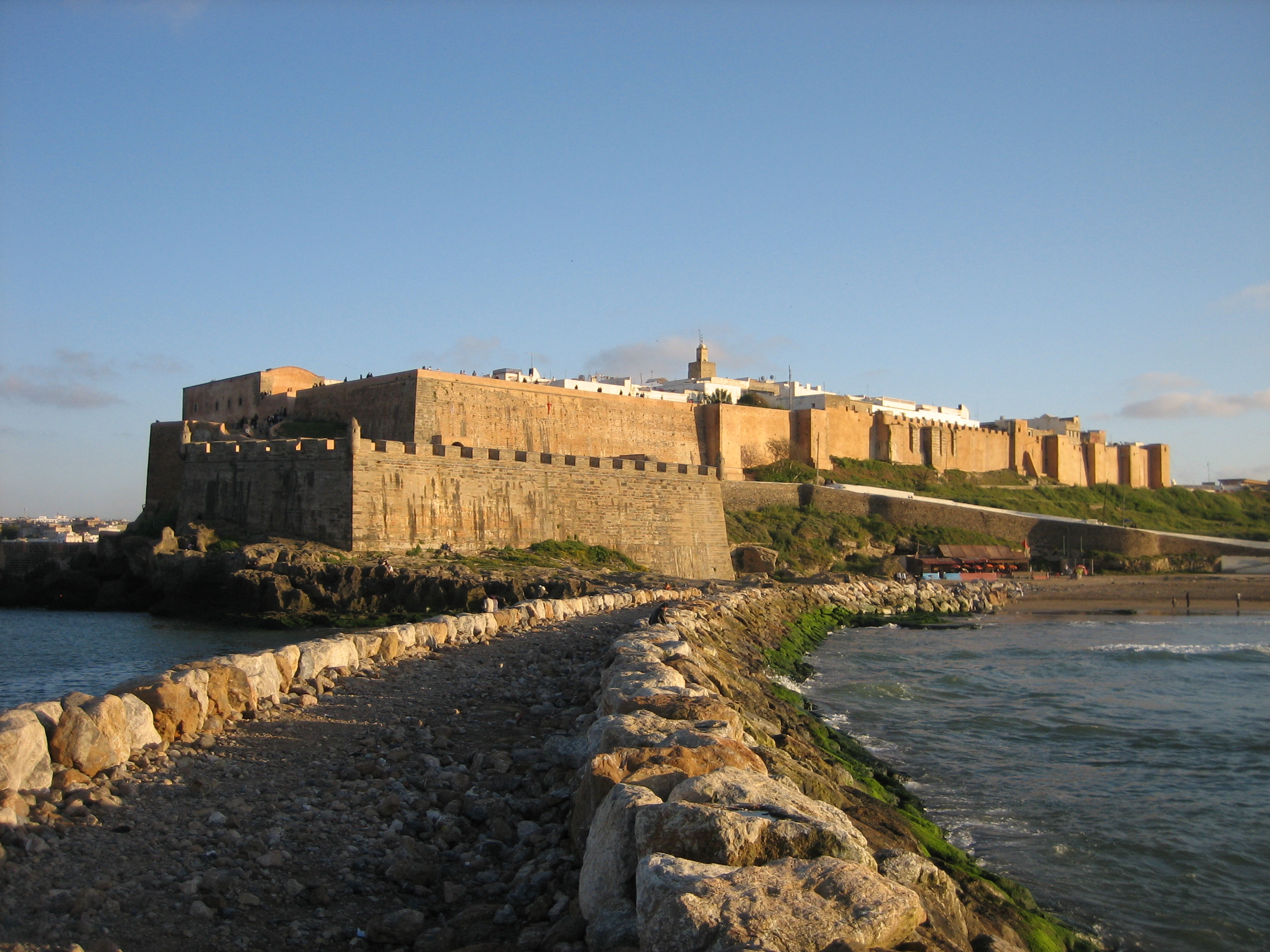
La kasbah des Oudaïas, capitale de la République corsaire.

La République de Salé, ou République du Bouregreg (« Salé » désigne à l'époque l'ensemble des implantations sur les deux rives de l'embouchure du Bouregreg) ou République des pirates du Bou Regreg, est une république maritime, qui a existé à l'embouchure du fleuve Bouregreg de 1627 à 1668, formée des trois cités de Salé, de Rabat et de la Kasbah, siège du diwan. Le développement de ces deux dernières cités, situées sur la rive gauche de l'embouchure du Bouregreg, est à l'origine de l'actuelle ville de Rabat, appelée alors « Salé-le-Neuf ».
Il s'agit effectivement d'une association de pirates, ou tout au moins de corsaires. Née de l'arrivée des musulmans expulsés par décision du roi d'Espagne, cette communauté de pirates, abritée des attaques par les hauts-fonds protégeant l'entrée de l'embouchure du Bouregreg, prospéra en attaquant des navires et en effectuant des raids jusqu'en Cornouailles, et même en Islande, où est capturée Guðríður Símonardóttir dite Tyrkja-Gudda (Gudda la Turque). Elle laisse au Royaume-Uni le souvenir des Sallee Rovers (« les écumeurs des mers de Salé »), comme en témoignent les aventures de Robinson Crusoé, captif des corsaires de Salé.
Les villes de Salé et de Rabat ont été victimes de plusieurs bombardements français, qui ont occasionné beaucoup de dégâts matériels, mais sans résultats importants. Le premier a lieu en 1629, par une escadre de sept vaisseaux commandée par l'amiral Isaac de Razilly.
Au XVIIe siècle, le marabout Sidi M'hamed El-Ayachi mène depuis Salé une lutte contre les Espagnols basés à La Mamora et contre ses rivaux Dilaïtes,.

### Les corsaires après la fin de la République du Bouregreg
Après le rattachement de Salé et de Rabat au Maroc en 1668,,,, la piraterie continue et s'intensifie pendant le règne du sultan Moulay Rachid mais cette fois-ci dans tout le Maroc. Lorsque Moulay Ismaïl succède à son frère Moulay Rachid mort en 1672, il reprend le contrôle de plusieurs villes côtières du Maroc, et ainsi, Salé et plusieurs villes côtières continuent le djihad jusqu'en 1818, lorsque Moulay Sliman déclare mettre fin à la guerre sainte.

## Organisation

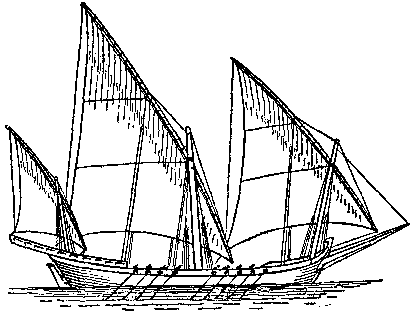
Le chébec, proche de la polacre et de la pinque, était l'un des bâtiments préférés des corsaires Salétins, du fait de sa vitesse. De plus, les rames permettaient une approche discrète, même en l'absence de vent.

## Liste de corsaires

### Les plus célèbres
- Jan Janszoon (alias Murad Reis), fondateur de la République corsaire[16],
- Ibrahim Vargas, le premier président, dont descend l'actuelle famille rbatie des Bargach
- Ahmed El Inglizi, renégat anglais[17] « l'anglais », aussi appelé Ahmed Laalej (Ahmed le renégat) ; un ingénieur qui fortifia le mur des Andalous de l'autre rive.
- Abderrahman Britel, raïs salétin (de Rabat), XVIIIe et XIXe siècles[18] ;.

### Corsaires de Salé-le-Vieux (Salé)
- Jan Janszoon, Néerlandais de Haarlem.
- Famille Al-Alami:
  - Abdeslam Ben Mohamed Ben Lafqih Al-Alami, raïs salétin vers 1825[19]
- Familles Douibi
- Familles Aouad et Qandil:
  - Mohamed Aouad, alias Manéta, raïs salétin vers 1661[20]
  - Qandil Aouad, raïs salétin, XVIIe siècle[20]
  - Mohamed Aouad Qandil as-Saghir, raïs salétin vers 1758[21]
  - Hajj Ali Ben Mohamed Aouad, raïs salétin en 1742. Il succède comme Pacha de Salé à Abdelhaq Fennich en 1766[21]
  - Benhassoun Ben Ahmed Ben Mohamed Aouad, raïs salétin vers 1760 au XVIIIe siècle[21],[18]
  - Hajj Al-Hashmi Ben Hajj Ahmed Aouad, Grand Amiral en 1765[21]
  - Hajj Taher Ben Hajj Hashmi Aouad (fils du précédent), raïs salétin (†1813?)[21]
  - Hajj Abdelaziz Aouad, surnommé le capitaine, raïs salétin vers 1841 (†1881)[22]
- Famille Al-'Asri:
  - Abdellah Ben Al-Ayyachi Al-'Asri, raïs salétin vers 1788[20]
  - Hajj Abou Bakr Ben Mohamed Ben Qaddour Al-'Asri, corsaire salétin (†1837?)[20]
  - Abdellah Al-'Asri, raïs salétin (†1890)[20]
  - Famille Balambo, El Hajj Abdellah Balambo (1890)
- Mohamed Benqlou'a, raïs salétin vers 1813[23]
- Hajj Said Djanoui[24]
- Famille Fennich:
  - Abdeslam Fennich, XVIIIe siècle[18] ;
  - Mohamed Fennich, dernier gouverneur de la République de Salé[25].
  - Abdallah Fennich (?-1695) (fils du précédent), bras droit de Abdellah Benaïcha[26]
  - Hajj Ahmed Fennich (†1768), grand corsaire salétin[26]
  - Hajj Tahar Fennich, raïs salétin[27]
- Khader Ghailan, raïs tétouanais, XVIIe siècle ;
- Sidi Ahmed Hajji, grand saint et guerrier salétin
- Famille Hamdouch:
  - Abdellah Ben Larbi Hamdouch, raïs salétin vers 1794[28]
- Famille Kahkahni:
  - Abdelhaq Ben Tahar Kahkahni, raïs salétin vers 1813[29]
- Famille Laâlou:
  - Mohamed Ben Mohamed Laâlou, raïs salétin vers 1813[19]
- Famille Maâninou :
  - Ibrahim Maâninou[30]
  - Abdelkader Maâninou gouverneur de la République de Salé vers 1664[30]
  - Ali Maâninou raïs salétin vers 1625[30]
  - Mohammed Maâninou[30]
- Famille Al-Makkoudi:
  - Hajj M'fadel Ben Hajj Ali Al-Makkoudi, corsaire salétin (†1823)[31]
- Famille Mellah:
  - Amrou Mellah, rais salétin vers 1813[31]
- Famille Nejjar:
  - Ahmed Ben Hajj Ibrahim Nejjar, capitaine salétin vers 1733[32]
- Famille Saboundji:
  - Ali Saboundji, raïs d'origine turque, XVIIIe siècle[33],[18] ;
- Famille Sedrati:
  - Hajj Abdellah Ben Abdeslam Sedrati, raïs salétin vers 1794[34]
- Achmet (Ahmed) Turki, raïs d'origine turque, XVIIIe siècle[18] ;
- Famille Trabelsi:
  - Salem Trabelsi, raïs d'origine tripolitaine, XVIIIe siècle[35],[18] ;
  - Youssef Trabelsi, raïs d'origine tripolitaine, XVIIIe siècle[35],[18] ;
- Famille Za'tri:
  - Hajj Benacer Za'tri Al-Omari, raïs salétin, milieu du XIXe siècle[35]

### Corsaires de Salé-le-Neuf (Rabat)
- Ahmed Alcouar, raïs d'origine turque, XVIIIe siècle[36] ;
- Famille Vargas (devenue Bargach), salétine (de Rabat), dont :
  - Ibrahim Vargas, Grand Amiral et premier gouverneur de la République de Salé
  - Abderrahman Bargach, XVIIIe et XIXe siècles[18] ;
- Ali Baudry, raïs renégat d'origine française, XVIIe siècle[37] ;
- Famille Benaicha, salétine, dont :
  - Abdellah Benaïcha, « Général des vaisseaux de Salé », XVIIe et XVIIIe siècles ;
  - Abderrahmane Benaicha, raïs, frère d'Abdallah, XVIIe et XVIIIe siècles ;
  - Mohammed Benaicha, raïs, fils d'Abdallah, XVIIe et XVIIIe siècles ;
- Famille Berbich, salétine (de Rabat) dont :
  - Abdelkader Berbich, XVIIe siècle[38] ;
  - Abdellah Berbich, fils d'Abdelkader, XVIIe et XVIIIe siècles[39],[38] ;
  - Ali Berbich, fils d'Abdelkader, XVIIe et XVIIIe siècles[38] ;
- Abderrahman Britel, raïs salétin (de Rabat), XVIIIe et XIXe siècles[18] ;
- Ali Campos, raïs renégat espagnol, XVIIe siècle[40] ;
- Mohammed Candil, raïs renégat d'origine française, XVIIe siècle[37] ;
- Famille Cortobi, dont :
  - Ahmed Cortobi, raïs salétin d'origine renégate ;
- Abdessalem Guessous, raïs salétin (de Rabat) ;
- Larbi Gziri, raïs d'origine algérienne, XVIIIe siècle[18] ;
- Famille Hakam, salétine (de Rabat), dont :
  - Ali Hakam, raïs, « amiral des vaisseaux de Salé », XVIIe et XVIIIe siècles[41] ;
- Jan Janszoon, renégat d'origine hollandaise ;
- Ahmed Linquillo, raïs tangérois, XVIIe siècle[39] ;
- Famille Mestari:
  - El Hachemi Mestari, raïs basé à Salé, XVIIIe siècle[42] ;
  - Mohammed Larbi Mestari, raïs basé à Salé, XVIIIe siècle[42] ;
- Famille Molato, salétine (de Rabat), dont :
  - Kassem Molato, XVIIe et XVIIIe siècles, neveu d'Abdelkader Berbich[38] ;
- Ahmed Mostaganmi, raïs d'origine algérienne, XVIIIe siècle[18] ;
- Ahmed Oham, raïs salétin, XVIIe siècle[43] ;
- Famille Perez, salétine (de Rabat), dont :
  - Abdelkader Perez, raïs puis « Grand amiral », XVIIIe siècle ;
  - Ali Perez, raïs basé à Larache, XVIIIe siècle[36] ;
- Abdelkrim Ragon, raïs tétouanais, XVIIe siècle[44] ;
- Ramdan Roussay, raïs renégat d'origine française, XVIIe siècle[37],[41] ;
- Raïs Sebbata
- Famille Semmar, salétine (Rabat et Salé), dont :
  - Mohammed Semmar, raïs, XVIIe siècle[45] ;
- Mohammed Sinchouli, raïs renégat, commandant de Galiote, XVIIIe siècle[36] ;
- Mohammed Taj, raïs salétin, XVIIe et XVIIIe siècles[41] ;
- Amera Tripolini, raïs d'origine tripolitaine, XVIIIe siècle[18] ;